# Bondos

Bondo ou Bonda é o nome pela qual é conhecida uma antiga tribo, atualmente com pouco mais de 12 000 indivíduos vivos, que habitam regiões montanhosas isoladas próximas de Malkangiri distrito de Orissa, Índia.
Sua linguagem é derivada da língua munda, pertencente à família Austro-Asiática